# نهاش كهرماني
نهاش كهرماني (الاسم العلمي: Lutjanus fulvus) (بالإنجليزية: Blacktail snapper)‏ هو نوع من الأسماك يتبع جنس النهاش من الفصيلة النهاشية.